# Inklination (magnetfält)
Inklination är för magnetism vinkeln mellan jordens magnetfält och markytan. Markytan motsvarar även det jordmagnetiska fältets horisontalkomposant. Inklination anges i grader. I södra delar av Sverige är inklinationen cirka 71° och ökar ju närmare magnetiska nordpolen man kommer. I stort sett indikerar positiva inklinationsvinklar norra halvklotet och negativa inklinationsvinklar södra halvklotet.